# Raisen (distrikt)
Raisen är ett distrikt i Indien.   Det ligger i delstaten Madhya Pradesh, i den centrala delen av landet, 600 km söder om huvudstaden New Delhi. Antalet invånare är 1 331 597.
Följande samhällen finns i Raisen:
- Raisen
- Mandideep
- Begamganj
- Bareli
- Narwar
- Udaipura
- Sultānpur
- Jaithāri
- Ghairatganj
- Sānchi